# نهائي كأس ولي العهد السعودي 2006
نهائي كأس ولي العهد السعودي 2006 هي مباراة تحديد الفائز بكأس ولي العهد السعودي. اقيمت المباراة في ملعب ملعب الملك فهد الدولي بمدينة الرياض بتاريخ 7 أبريل 2006 وقد فاز بالمبارة نادي الهلال بنتيجة هدف مقابل لاشي.